# Kelvin-Helmholtz-Kontraktion
Die Kelvin-Helmholtz-Kontraktion (auch Kelvin-Kontraktion; nach den Physikern Lord Kelvin und Hermann von Helmholtz, die diese Kontraktion vorschlugen) beschreibt den Beitrag gravitativer Bindungsenergie zur gesamten Leuchtkraft von Himmelskörpern wie Sternen und Objekten planetarer Masse.
In den theoretischen Modellen der Sternentstehung ist die Idee der Kelvin-Helmholtz-Kontraktion, dass ein Protostern seine angehenden Strahlungsverluste aus seiner potenziellen Energie deckt. Hierbei wird dem Stern mit der Kelvin-Helmholtz-Zeit eine fest definierte Grenze gesetzt, die zum Großteil von seiner Leuchtkraft {\displaystyle L} abhängt und folgende Größenordnung hat:
{\displaystyle t_{KH}\approx {\frac {M^{2}G}{rL}}}
Der Mechanismus der Kelvin-Helmholtz-Kontraktion wurde als Lösung des Problems vorgeschlagen, woher die Sonne die von ihr abgestrahlte Energie erhält. Vor etwa 150 Jahren hatte Kelvin das Alter der Erde über den Wärmestrom im oberen Erdmantel auf viele Millionen Jahre abgeschätzt, sodass eine chemische Energiequelle nicht infrage kam. Nach heutigen Erkenntnissen spielt der Mechanismus tatsächlich eine Rolle in den Anfangs- und Spätphasen der Sternentwicklung. Jedoch liegt das Alter der Sonne mit 4,7 Milliarden Jahren zwei Größenordnungen über Kelvins Schätzung, während zum oberflächlichen Wärmestrom der Erde die Mantelkonvektion, radioaktiver Zerfall im Mantel und, von Kelvin nicht berücksichtigt, die Schrumpfung des Erdkerns durch Kristallisation beitragen.
Sowohl für Jupiter als auch für Saturn, die beide deutlich mehr Wärme abstrahlen als sie von der Sonne empfangen, wird diskutiert, ob dafür Gravitationsenergie verantwortlich ist.